# Mizuho (1938)

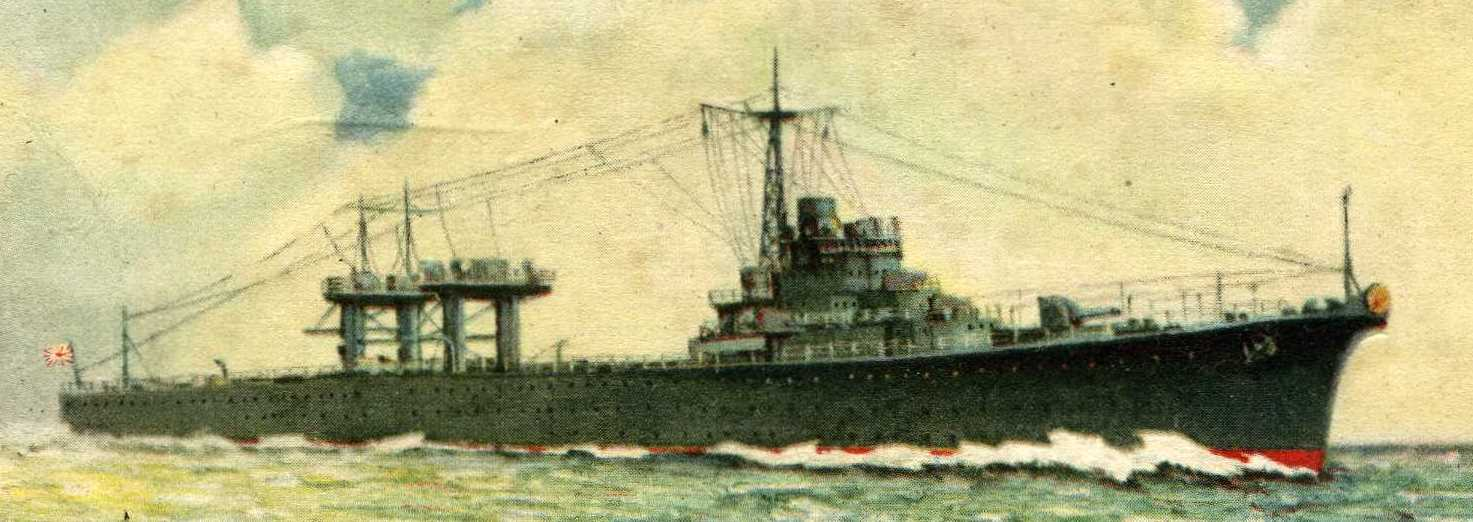
Wizerunek okrętu na pocztówce

„Mizuho” (jap. 瑞穂, みずほ) – japoński transportowiec wodnosamolotów z okresu II wojny światowej, jedyny okręt swojego typu. Zatopiony w 1942 przez amerykański okręt podwodny u wybrzeży Japonii. 

## Historia powstania
„Mizuho” stanowił rozwinięcie dużych transportowców wodnosamolotów typu „Chitose”. Przy takiej samej wielkości i liniach kadłuba i nadbudówek, główną zmianą była zamiana napędu turbinowo-dieslowskiego na same silniki dieslowskie. Spowodowało to spadek prędkości maksymalnej, lecz za to powiększono hangar lotniczy. Mimo to, liczba przenoszonych wodnosamolotów pozostała taka sama - 24, jedynie zamiast dodatkowych pięć rezerwowych w stanie rozmontowanym przewożono osiem. Liczba katapult pozostała taka sama - cztery. Wizualną różnicą, oprócz braku komina, stał się brak dachu nad dwoma masywnymi bramowymi podstawami dźwigów na śródokręciu (w podstawy te wkomponowano także wyloty spalin z silników). Nieco wzmocniono uzbrojenie artyleryjskie, montując trzy dwudziałowe stanowiska dział uniwersalnych 127 mm zamiast dwóch w superpozycji, lecz z powodu ich rozstawienia w formie trójkąta (na dziobie i po obu stronach nadbudówki), ten sam cel mógł być ostrzeliwany na ogół tylko przez dwa stanowiska. Od początku okręt miał możliwość przenoszenia 12 miniaturowych okrętów podwodnych typu „A”, przy redukcji grupy lotniczej do 12 samolotów. Na początku 1942 wzmocniono nieco lekkie uzbrojenie przeciwlotnicze, z 12 działek 25 mm do 18 (z 6 do 9 dwulufowych stanowisk). Dalszym rozwinięciem typu „Mizuho” był „Nisshin”. 
„Mizuho” zamówiono w ramach programu wymiany floty z 1937 roku. Stępkę pod budowę położono 1 maja 1937 w stoczni Kawasaki w Kure. Kadłub wodowano 16 maja 1938, a okręt wszedł do służby 25 lutego 1939.

## Służba
Wkrótce po wejściu do służby, okręt 1 czerwca 1940 wszedł w skład Floty Połączonej w Yokosuka. W grudniu na krótko był okrętem flagowym 7 Dywizjonu Transportowców Wodnosamolotów. Od końca grudnia 1940 operował na wodach Chin, w rejonie Hajnan. W marcu 1941 został przydzielony do 11. Dywizjonu Transportowców Wodnosamolotów i operował na wodach japońskich. 
Przed wybuchem II wojny światowej na Pacyfiku, „Mizuho” został przydzielony do zespołu wsparcia inwazji na południowe Filipiny w składzie Zespołu Południowego wiceadmirała Nobutake Kondō i przepłynął na Palau. 8 grudnia wyruszył w celu ataku na Legazpi. Od połowy grudnia „Mizuho” wspierał operacje desantowe w zatoce Ramon. 26 grudnia został przydzielony do Sił Indii Wschodnich i działał następnie na ich wodach. Wspierał m.in. desanty na  Manado (9-20 stycznia 1942), Kendari (21-29 stycznia), Ambon (do 3 lutego), Makasar (6-11 lutego), Kupang, Timor (17-21 lutego) i Surabaję (od 25 lutego).
1 marca 1942 jedenaście wodnosamolotów wz. 0 z „Mizuho” i „Chitose” zbombardowało i uszkodziło bliskim trafieniem bomby amerykański niszczyciel USS „Pope”, przez co musiał się zatrzymać i został później zatopiony przez samoloty z lotniskowców i okręty japońskie. 
Od 28 marca okręt przeszedł remont w Yokosuka (dokowany do 2 kwietnia), po czym 10 kwietnia został przydzielony wraz z 11 Dywizjonem Transportowców Wodnosamolotów do Sił Wysuniętych.
1 maja 1942 „Mizuho” wyruszył z Yokosuka na kotwicowisko Hashirajima (w zatoce Hiroszima). O godzinie 23.03 jednak został storpedowany w lewą burtę jedną torpedą amerykańskiego okrętu podwodnego USS „Drum” na południe od przylądka Omaezaki. Na okręcie wybuchł pożar i nabrał 23-stopniowego przechyłu, po czym o 3 w nocy 2 maja został opuszczony przez załogę, a o 4.16 przewrócił się przez burtę i zatonął na pozycji 34°26′N 138°14′E/34,433333 138,233333. Zginęło 101 ludzi, w tym 7 oficerów. Krążownik "Takao" uratował 472 ludzi, wraz z dowódcą komandorem Yuzuru Okumą. 20 maja 1942 okręt został skreślony z listy floty.